# 安道尔地理
安道尔位于欧洲西南部的比利牛斯山脉东南部，是在法国与加泰罗尼亚之间的一个内陆国与袖珍国家。面积仅为468平方公里，是世界上陆地面积第十七小、陆海总面积第五小的国家。
安道尔主要由崎岖蜿蜒的山脉构成，平均海拔为1,996米，最高峰是2,942米的科马佩特罗萨。 整个国家被三条Y形的狭谷分割，在这里两条河会合，成为瓦利拉河并流向加泰罗尼亚，同时这里也是安道尔的最低点（840米）。
安道尔气候属于山地气候；因境内地势影响，夏季凉爽；大部分地区冬季漫长寒冷；年平均气温9.1℃。主要受山体滑坡和雪崩的自然灾害影响，且有频繁的里氏2级以下的地震，虽然在安道尔几乎没有任何破坏性地震的历史记录，但这种可能性也是安道尔政府未来一个研究的项目。

## 气候
安道尔的气候很大部分受到它的高海拔影响，只有山谷拥有与邻国相似的温带气候，但由于海拔较高，冬季往往更加严寒，且湿度较低，夏季凉爽。在林木线以上的高山地区（约2,100-2,400米），有高山气候和高山苔原带。冰雪将会完全覆盖了北部山谷数月，安道尔平均每年有300天拥有日照，每日的平均峰值在6月为1150W/M 2，12月为280W/M。
安道尔的年平均气温由南至北递减，在南部的圣利亚洛里亚为11℃，在中部的马萨那则为8℃，北方的埃卡里斯仅为2℃。在7月，平均的每日高温和最低温分别是28℃ 和15℃），1月则分别为11℃和-2℃。
安道尔的全国年平均降水量为1,071.9毫米，但是降水量的分布在全国各地并不均匀，随着自南向北的海拔升高。最干旱的地区是南方的圣利亚洛里亚（800毫米），降雨量最多的是在北部的卡尼（1,100毫米），在最高的山区年降水量甚至可超过1220毫米。一月和二月往往是安道尔最干旱的时期，而最潮湿的几个月份是五月、六月和十一月。在夏季中，也可能有极少数的阴雨天，但雨量可能会很大，因为它经常伴随着有短时的雷雨大风。

## 地理极点

### 经纬度[6]
- 最北端：Basers de Font Blanca (42°39′17″N 1°33′4″E / 42.65472°N 1.55111°E)
- 最南端：Conangle - Riu Runer (42°25′43″N 1°31′2″E / 42.42861°N 1.51722°E)
- 最西端：Coll de l'Aquell (42°29′11″N 1°24′32″E / 42.48639°N 1.40889°E)
- 最东端：Riu de la Palomera - Riu Arièja (42°34′26″N 1°47′10″E / 42.57389°N 1.78611°E)
- 地理中心：恩坎普附近, 42°32′30″N 01°35′51″E / 42.54167°N 1.59750°E

### 海拔[6]
- 最高点：Pic del Comapedrosa, 2,942米（9,652.23英尺） (42°35′N 01°27′E / 42.583°N 1.450°E)
- 最低点：Conflent del riu Runer, 840米（2,755.91英尺） (42°26′N 01°29′E / 42.433°N 1.483°E)

## 资料来源
1. ↑  Atlas of Andorra (1991), Andorran Government. ISBN 99913-9-063-4.  （文）
2. ↑  Conseqüències per a Andorra d'un possible terratrèmol （页面存档备份，存于）, Programa dactivitats tardor 08, el Centre Andorra Sostenible, Govern d'Andorra, p.16. （文）
3. 1 2  .   [2013-06-22]. （原始内容存档于2017-02-06）.
4. 1 2 3  Atles climàtic de Catalunya. Periode 1961-1990. Servei Meteorològic de Catalunya, Generalitat de Catalunya. （文）
5. ↑  Andorra – The Principality in Figures (2007), p.16, Andorra Turisme / Department of Studies and Statistics
6. 1 2   (PDF).   [2013-06-22]. （原始内容 (PDF)存档于2009-11-13）.